# Águas anóxicas
As águas anóxicas são áreas de água marinha, água doce ou água subterrânea nas quais o oxigénio dissolvido se esgotou e apresentam condições de forte apoxia. O Serviço Geológico dos EUA define as águas anóxicas como aquelas em que a concentração de oxigénio dissolvido é inferior a 5 miligramas por litro. Esta condição é geralmente encontrada em áreas onde a troca de água foi restringida.
Na maioria dos casos existe uma barreira física que impede o oxigénio de atingir os níveis mais profundos também como uma pronunciada densidade de estratificação, em que, por exemplo, as águas hipersalinas mais pesadas permanecem no fundo de uma bacia. Podem ocorrer condições anóxicas se a taxa de oxidação da matéria orgânica pelas bactérias for superior ao fornecimento de oxigénio dissolvido.
As águas anóxicas são um fenómeno natural, e ocorreram ao longo da história geológica. De facto, alguns propõem que o evento de extinção nos oceanos durante o Permiano - Triássico foi o resultado da extensão das condições anóxicas. Actualmente existem condições anóxicas no Mar Báltico e noutras partes do mundo.  Aparentemente a eutrofização se espalhou recentemente para as águas anóxicas e no Hood Canal do estado de Washington.
No Mar Báltico, a baixa taxa de decomposição em condições anóxicas preservou os fósseis mantendo as impressões das partes moles do corpo (Lagerstätte).

## Causas humanas das condições anóxicas
A eutrofização de nutrientes na agricultura ou águas residuais tem provocado um crescimento descontrolado de algas que quando morrem se depositam no fundo e esgotam o oxigénio gerando águas anóxicas.

## Ciclos diários e sazonais
A temperatura de um corpo de água afeta diretamente a quantidade de oxigénio dissolvido que pode conter. Seguindo a Lei de Henry, quanto mais quente estiver a água, menos solúvel será o oxigénio. Esta propriedade leva a ciclos diários de anóxia e ciclos sazonais. Assim sendo, as águas estarão mais sujeitas à anóxia durante o verão.
Os ciclos diários são também influenciados pela taxa de fotossíntese. 